# Filocália de Orígenes
Filocália (em latim: Philocalia) é uma antologia de textos de Orígenes compilada provavelmente por Basílio, o Grande, e Gregório de Nazianzo durante o período de retiro monástico dos dois na região do Ponto no final da década de 350 e início da seguinte, antes de escreverem suas próprias obras teológicas. O texto completo de muitas obras de Orígenes se perdeu e, por isso, os trechos preservados na Filocália são importantes. Não se deve confundir esta obra com a "Filocália" medieval.

## A obra
A obra está dividida em vinte e sete capítulos com títulos dados pelos compiladores. Por volta de 20% do texto foi retirado de "Contra Celso". As opiniões se dividem quanto ao autor da compilação. Basílio e Gregório são apontados como responsáveis no próprio texto grego, uma tese geralmente aceita pelos estudiosos. Eric Junod, o editor da edição francesa dos capítulos 21 a 27, aceita ambos sem questionamento, mas M. Harl, editor dos capítulos 1 a 20 na mesma série, tem dúvidas.
Gregório enviou uma carta a um amigo (Ep. 115) na qual ele diz: "Enviei-lhe um livrinho, a 'Philocalia' de Orígenes, como lembrança de mim e do santo Basílio", uma afirmação que apoia a atribuição tradicional.
Diversos manuscritos medievais preservaram a obra, incluindo o Codex Parisinus Graecus 456.